# Дик Стоктън
Ричард Лаклид Стоктън (на английски: Richard LaClede Stockton) е американски тенисист.

## Биография
Ричард Лаклид Стоктън е роден на 18 февруари 1951 г. в Ню Йорк, Ню Йорк.

## Кариера
Дик Стоктън достига най-високо класиране в ранглистата, до световен номер 8. Той достига до полуфинал на Уимбълдън през 1974 г., четвъртфинал на Откритото първенство на САЩ през 1976 и 1977 г. и полуфинал на Откритото първенство на Франция през 1978 г. 
Дик Стоктън играе в отбора на САЩ за Купа Дейвис пет пъти през 1973, 1975, 1976, 1977, 1979 г.
Дик Стоктън е главен мениджър на мъжкия отбор по тенис в Университета на Вирджиния от 1998-2001 г. Служи като главен мениджър по тенис за мъже в Пиемонт Колидж в Деморест, Джорджия от 2018-2021 г.